# Ajtoska reka
Ajtoska reka (bułg. Айтоска река) – rzeka we wschodniej Bułgarii, uchodzi bezpośrednio do Morza Czarnego. Długość – 32,5 km, powierzchnia zlewni – 304,7 km², średni przepływ – 0,475 m³/s (we wsi Kameno).
Źródła Ajtoskiej reki znajdują się w paśmie górskim Karnobatska płanina we wschodniej Starej Płaninie. Stamtąd rzeka płynie na południowy wschód, omijając od północy wzgórza Chisar. Uchodzi do Jeziora Burgaskiego na zachód od Burgasu. Poniżej miasta Ajtos rzeka jest silnie zanieczyszczona.